# Harold Little
Harold Boyd Little (ur. 27 lipca 1893 w London, zm. w 1958) – kanadyjski wioślarz, srebrny medalista olimpijski.
Wystąpił na igrzyskach olimpijskich w Paryżu w 1924, gdzie reprezentanci Kanady w składzie: Arthur Bell, Robert Hunter, William Langford, Harold Little, John Smith, Warren Snyder, Norman Taylor, William Wallace i Ivor Campbell (sternik) zdobyli srebrny medal w ósemkach. W finale o ponad 15 sekund przegrali z osadą Stanów Zjednoczonych. Był to jego jedyny start olimpijski.
W trakcie I wojny światowej służył w Canadian Expeditionary Force.